# Si j'avais un marteau
EPs par Claude François
Si tu veux être heureux
(juin 1963) Maman Chérie
(mars 1964)
Si j'avais un marteau est un EP (super 45 tours) de Claude François sorti en automne 1963.
La chanson donnant son titre à cet album est une reprise de la chanson If I Had a Hammer (The Hammer Song) qui est une chanson populaire américaine écrite en 1949 par Pete Seeger et Lee Hays. C'est la version de Trini Lopez qui attire l'attention du chanteur français. Claude Carrère souhaitait également réaliser une adaptation de ce titre anglo-saxon pour Sheila, mais l'éditeur américain initial privilégie Claude François, qui fait appel à sa parolière Vline Buggy,.
Le titre Si j'avais un marteau devient en quelques jours n°2 du hit-parade de Salut les Copains puis n°1 à l'entrée de l'hiver. Les paroles françaises de Vline Buggy constituent un hymne optimiste, qualifié quelquefois de naïf, au travail et à la famille.
L'orchestre de Christian Chevallier accompagne l'artiste lors de ses enregistrements pour ce disque. L'EP entier est repris dans une compilation la même-année, dans l'album Claude François.
Pour l'anecdote, les versions 33, 45 tours et 25 cm sont différentes au niveau de la durée. En effet, dans la version 45 tours la chanson dure 3 minutes et 3 secondes, tandis que dans celle de 33 tours elle dure 2 minutes et 48 secondes.
Le titre a été repris par Les Surfs.

## Liste des titres
| 1. | Si j'avais un marteau (If I Had A Hammer)          | Claude François, Vline Buggy, Pete Seeger, Lee Hays      | 3:03 |
| 2. | Je veux rester seul avec toi (I Want to Stay Here) | Claude François, Vline Buggy, Carole King, Gerald Goffin | 2:32 |

| 3. | En rêvant à Noël (In Summer)                       | Claude François, Ray Adams, Valerie Murtagh, Elaine Murtagh      | 2:45 |
| 4. | Ma petite amie est de retour (My Boyfriend's Back) | Vline Buggy, Richard Feldman, Richard Gottehrer, Jerry Goldstein | 2:08 |